# Lomas de la Capilla
Lomas de la Capilla es una localidad del estado mexicano de Jalisco. Es parte del municipio de Ixtlahuacán de los Membrillos.

## Demografía
| Censo | Población |
| ----- | --------- |
| 2020  | 1 900     |